# Преспанска ношња
Преспанска ношња је вид македонске народне ношње. Носи се у југозападном делу Северне Македоније (тромеђа Северне Македоније, Албаније и Грчке).

## Женска ношња
Бела кошуља, црн јелек, црна фута, горњи црн јелек без рукава, покривен врат, црне чарапе и црне гумене ципеле.